# Carpiquet

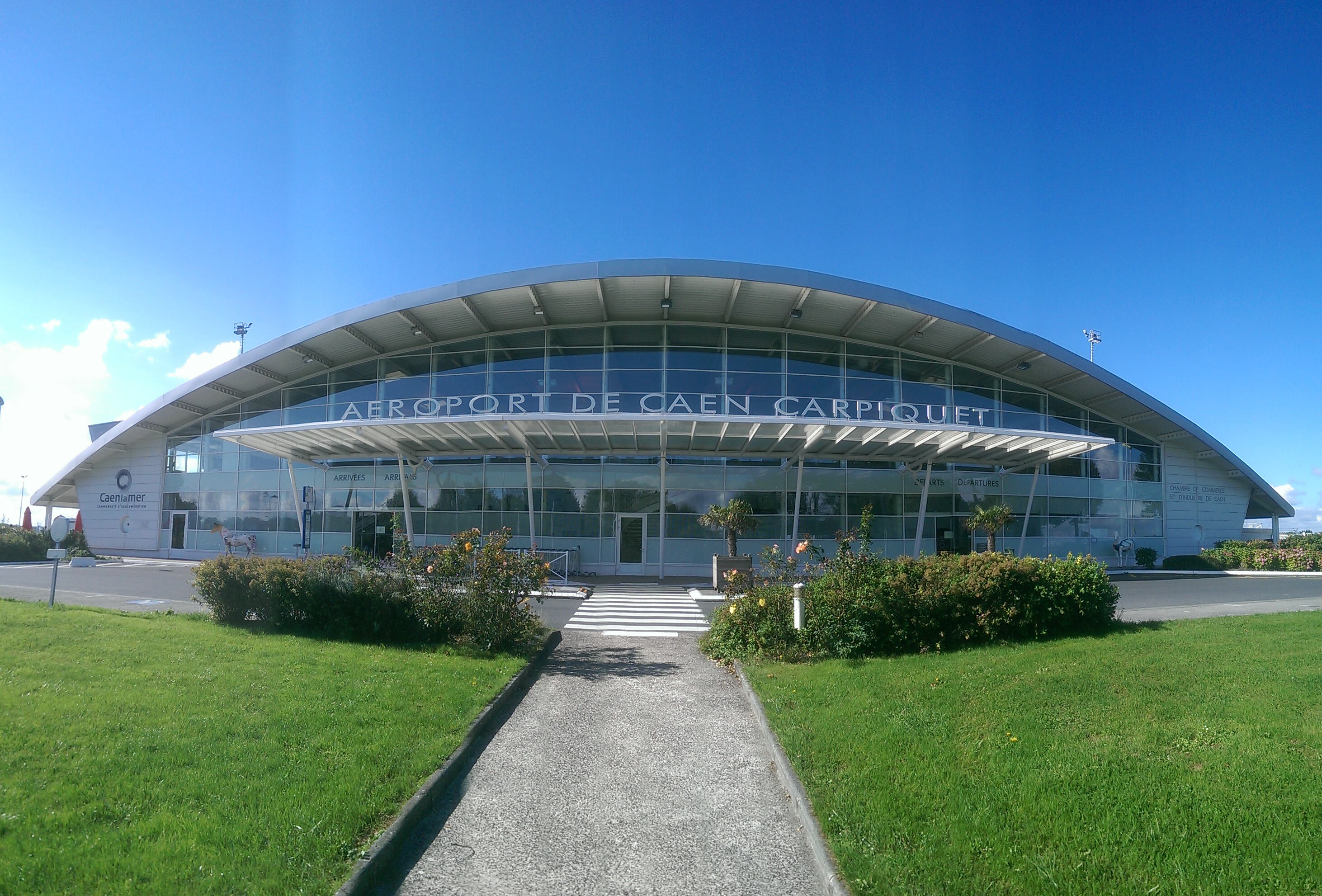
Aeropuerto de Caen-Carpiquet

Carpiquet (kaʁ.pi.kɛⓘ) es una comuna francesa situada en el departamento de Calvados, en la región de Normandía.
En la localidad se encuentra el Aeropuerto de Caen-Carpiquet, inaugurado en 1939 como base aérea, que fue objeto de duros combates en 1944, durante la Segunda Guerra Mundial.

## Economía
La localidad cuenta con una zona de actividad donde se ubican más de 250 empresas y que aglutina más de 4000 puestos de trabajo.
Esta zona se beneficia de una accesibilidad muy alta desde la RN13 (carretera de conexión con la A13). Cubre casi 98 hectáreas y constituye uno de los elementos fuertes de la economía local.

## Demografía
| 1129 | 1315 | 1207 | 1650 | 1519 | 1861 | 3137 |
| Para los censos de 1962 a 1999 la población legal corresponde a la población sin duplicidades (Fuente: INSEE [Consultar]) |      |      |      |      |      |      |